# Eupithecia decussata
Eupithecia decussata là một loài bướm đêm trong họ Geometridae.